# 盘五联络线
盘五铁路是位于辽宁省盘锦市的一条铁路，线路起始于秦沈客运专线上的盘锦北站，在甜水站（原名五七站）汇入沟海铁路，是联络秦沈客运专线和沟海铁路的联络线。